# Phonak Hearing Systems

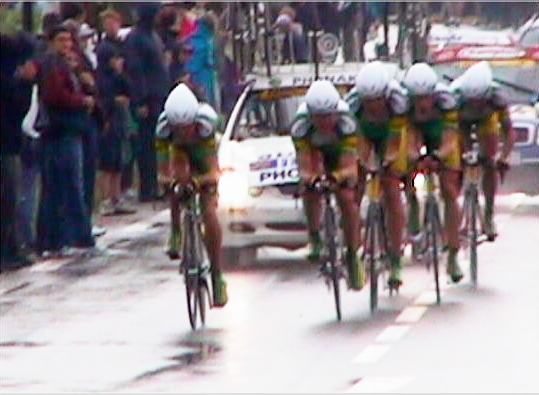
Das Phonak-Team während des Mannschaftszeitfahrens der Tour de France 2004

Phonak Hearing Systems war ein Schweizer Radsportteam, das 2005 und 2006 an der UCI ProTour teilnahm.
Hauptsponsor war der Hörgerätehersteller Phonak, das Budget wurde aber auch durch Nebensponsoren sowie Teambesitzer Andy Rihs finanziert. Teammanager und Gründer im Jahre 2000 war Jean-Jacques Loup, der zuvor die Profi-Teams PMU Romand und Post Swiss Team leitete. Im Jahre 2004 wurde er abgelöst von Urs Freuler, worauf Jean-Jacques Loup das Team Oktos-St. Quentin gründete. Nach mehreren Dopingfällen im Team entschlossen sich die Verantwortlichen, das Team aufzulösen. Am 14. Oktober 2006 bestritt die Mannschaft bei der Lombardei-Rundfahrt ihr letztes Rennen.

## Geschichte

### Gründung
Hinter dem Team stand der Hörgeräte-Unternehmer Andy Rihs, der an der Firma Phonak beteiligt war. Andys Bruder Hans-Ueli hatte sich bereits viele Jahre für den Radrennsport interessiert und jedes Jahr eine sogenannte Tour de Phonak ausgerichtet, an der Mitarbeiter des Unternehmens teilnehmen konnten. In den 1990er-Jahren begann auch Andy Rihs' Interesse am Radsport, den er zur Werbung für die Hörgeräte der Firma Phonak nutzen wollte. Ein erster Versuch zum Einstieg als Sponsor in ein professionelles Radteam scheiterte 1998 wegen des Festina-Skandals bei der Tour de France, worauf sich der Amerikaner Jim Ochowicz, der die neue Mannschaft leiten sollte, zunächst aus dem Profi-Radsport zurückzog.
Im Jahr 1999 verpflichtete sich Phonak um Rihs dann für zunächst drei Saisons als Sponsor für ein neues Schweizer Team, das von Jean-Jacques Loup, der zuvor die Teams PMU Romand und Post Swiss Team geführt hatte, aufgebaut werden sollte. Dieses Sponsoring und die Verpflichtung von Loup wurde bei der Saisonschlussveranstaltung des Post Swiss Teams Ende 1999 bekanntgegeben. Kurz darauf wurden auch die Trikots der Equipe vom italienischen Hersteller Castelli erarbeitet, auf denen ein großes Ohr als Symbol für Hörgeräte zu sehen war. Außerdem wurde festgelegt, dass das Team mit dem Slogan „We race for better hearing“ (dt.: „Wir fahren für besseres Hören“) an den Start gehen sollte.
Im kleinen Ort Montmagny wurde der Service Course von Phonak mit Werkstatt und Materiallager errichtet, während Teamchef Loup für die erste Saison der Mannschaft 13 junge Fahrer unter Vertrag nahm.

### Erfolge
Der vermeintlich grösste Erfolg für das Team war der Sieg von Floyd Landis bei der Tour de France 2006, der Landis wegen erwiesenen Dopings auch in letzter Instanz durch den internationalen Sportgerichtshof CAS in Lausanne im Juni 2008 endgültig aberkannt wurde.

### Dopingaffären
Gleich mehrmals in die Schlagzeilen geriet das Team, weil Tyler Hamilton, Santiago Perez und Oscar Camenzind 2004 des Dopings überführt wurden. Ende November 2004 verweigerte die UCI dem Phonak Team wegen "mangelnder Konsequenz im Antidopingkampf" eine Pro-Tour-Lizenz. Erst Anfang Februar 2005 erhielt das Team nach einem Urteil des Internationalen Sportgerichtshofes (CAS) in Lausanne für die Jahre 2005 und 2006 doch noch eine Lizenz.
2006 geriet das Phonak Team erneut in die Schlagzeilen, als Sascha Urweider des Dopings überführt wurde. Nachdem im Mai 2006 im Zuge der sogenannten Operación Puerto der Arzt Eufemiano Fuentes verhaftet wurde, suspendierte das Team Santiago Botero sowie den Giro-Zweiten José Enrique Gutierrez, die beide in Kontakt zu Fuentes gestanden haben sollen. Der jüngste Fall ist Floyd Landis, der am 5. August 2006 von der Mannschaft nach positiven A- und B-Proben fristlos entlassen wurde.

### Rückzug
Phonak kündigte an, künftig andere Schwerpunkte beim Sponsoring zu verfolgen, etwa musikalische Anlässe. Ab 2007 sollte der Schweizer Rennstall daher einen neuen Haupt- und Namenssponsor bekommen. ARcycling AG, die Betreiberfirma des Schweizer ProTeams, und die Barclays Global Investors N.A. mit Sitz in San Francisco (USA) hatten einen Dreijahresvertrag (2007–2009) unterschrieben. Das Team sollte ab 2007 unter der Barclays-Marke "iShares" an den Start gehen. Der neue Hauptsponsor war seit letztem Jahr schon Co-Sponsor. Durch die jüngste Dopingaffäre um Floyd Landis nahmen die Sponsoren jedoch Abstand von der Übernahme, wodurch das Team zum Ende der Saison 2006 komplett aufgelöst wurde. Im September 2007 wurde Landis schließlich für sein Dopingvergehen gesperrt und sein Tour-de-France-Sieg aberkannt.

## Saison 2006

### Erfolge in der UCI ProTour
In den Rennen der UCI ProTour gelangen in der Saison 2006 die nachstehenden Erfolge.
| Datum        | Rennen                    | Fahrer         |
| ------------ | ------------------------- | -------------- |
| 5.–12. März  | Gesamtwertung Paris-Nizza | Floyd Landis   |
| 14. Juni     | 5. Etappe Tour de Suisse  | Steve Morabito |
| 20. Juli     | 17. Etappe Tour de France | Floyd Landis   |
| 6. September | 3. Etappe Polen-Rundfahrt | Fabrizio Guidi |

### Erfolge in des UCI Continental Circuits
In den Rennen des UCI Continental Circuits gelangen die nachstehenden Erfolge.
| Datum           | Rennen                                  | Fahrer         |
| --------------- | --------------------------------------- | -------------- |
| 22. Februar     | 3. Etappe Kalifornien-Rundfahrt         | Floyd Landis   |
| 19.–26. Februar | Gesamtwertung Kalifornien-Rundfahrt     | Floyd Landis   |
| 20. April       | 3. Etappe Tour de Georgia               | Floyd Landis   |
| 18.–23. April   | Gesamtwertung Tour de Georgia           | Floyd Landis   |
| 7. Mai          | 2. Etappe Clásica Alcobendas            | Aurélien Clerc |
| 9. Juli         | 7. Etappe Österreich-Rundfahrt          | Fabrizio Guidi |
| 25. Juli        | 2. Etappe Tour de la Région Wallone     | Fabrizio Guidi |
| 27. Juli        | 4. Etappe Tour de la Région Wallone     | Fabrizio Guidi |
| 24.–28. Juli    | Gesamtwertung Tour de la Région Wallone | Fabrizio Guidi |

## Team 2006

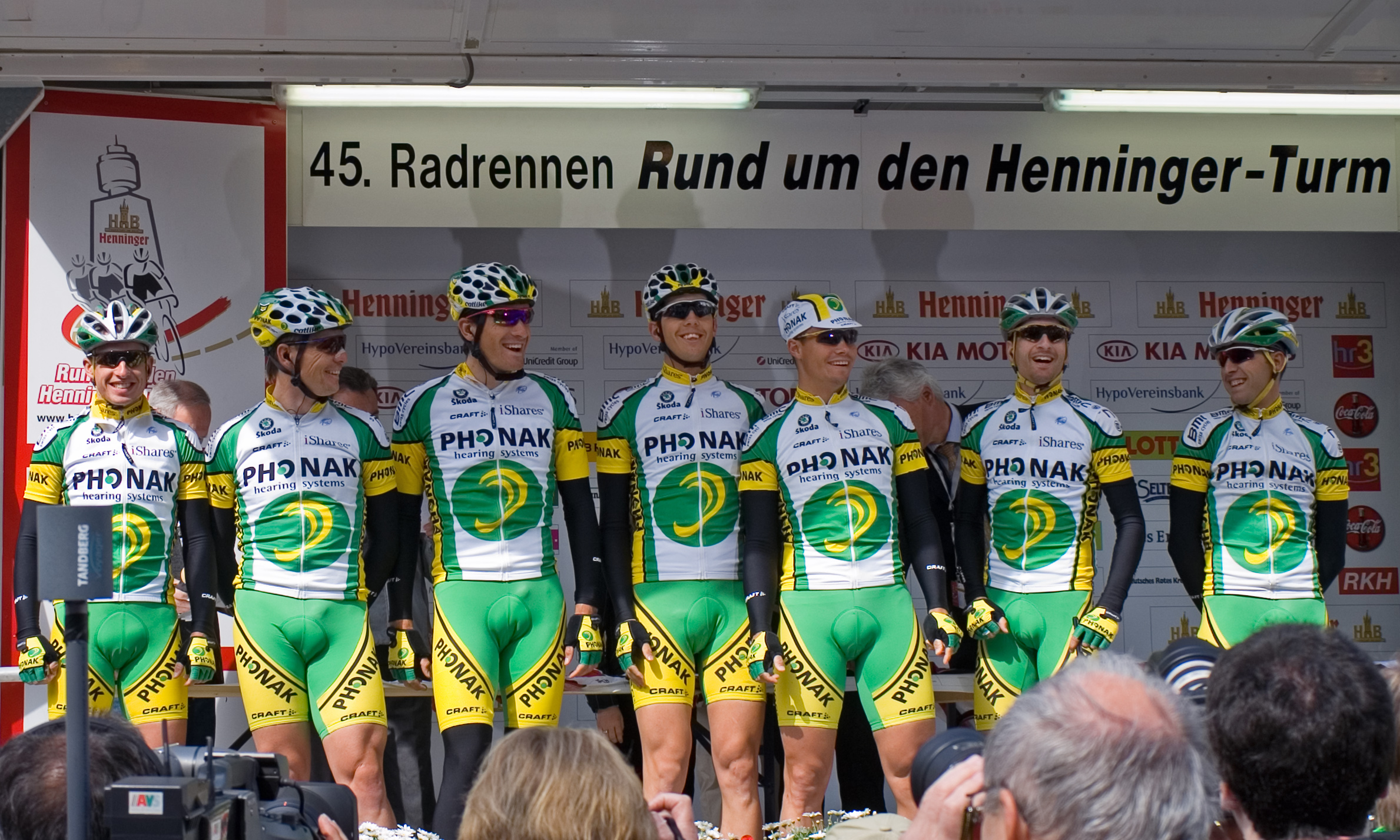
Rund um den Henninger-Turm (2006)

| Name                           | Geburtstag         | Nationalität       | Team 2007           |
| ------------------------------ | ------------------ | ------------------ | ------------------- |
| Santiago Botero                | 27. Oktober 1972   | Kolumbien          | UNE-Orbitel         |
| Aurélien Clerc                 | 6. August 1979     | Schweiz            | Bouygues Télécom    |
| Martin Elmiger                 | 23. September 1978 | Schweiz            | ag2r Prévoyance     |
| Luis Fernández Oliveira        | 19. Januar 1980    | Spanien            | Karpin Galicia      |
| Bert Grabsch                   | 19. Juni 1975      | Deutschland        | T-Mobile            |
| Fabrizio Guidi                 | 13. April 1972     | Italien            | Barloworld          |
| José Ignacio Gutiérrez         | 1. Dezember 1977   | Spanien            | L.P.R.              |
| José Enrique Gutiérrez         | 18. Juni 1974      | Spanien            | L.P.R.              |
| Ryder Hesjedal                 | 9. Dezember 1980   | Kanada             | Health Net-Maxxis   |
| Robert Hunter                  | 22. April 1977     | Südafrika          | Barloworld          |
| Nicolas Jalabert               | 13. April 1973     | Frankreich         | Agritubel           |
| Floyd Landis                   | 14. Oktober 1975   | Vereinigte Staaten | Dopingsperre        |
| Miguel Ángel Martín Perdiguero | 14. Oktober 1972   | Spanien            | Karriereende        |
| Jonathan Patrick McCarty       | 24. Januar 1982    | Vereinigte Staaten | Slipstream-Chipotle |
| Axel Merckx                    | 8. August 1972     | Belgien            | T-Mobile            |
| Koos Moerenhout                | 5. November 1973   | Niederlande        | Rabobank            |
| Alexandre Moos                 | 22. Dezember 1972  | Schweiz            | BMC Racing Team     |
| Steve Morabito                 | 30. Januar 1983    | Schweiz            | Astana              |
| Uroš Murn                      | 9. Februar 1975    | Slowenien          | Discovery Channel   |
| Víctor Hugo Peña               | 10. Juli 1974      | Kolumbien          | Unibet.com          |
| Grégory Rast                   | 17. Januar 1980    | Schweiz            | Astana              |
| Florian Stalder                | 13. September 1982 | Schweiz            | Volksbank           |
| Johann Tschopp                 | 1. Juli 1982       | Schweiz            | Bouygues Télécom    |
| Sascha Urweider                | 18. September 1980 | Schweiz            | Karriereende        |
| David Vitoria                  | 15. Oktober 1984   | Schweiz            | BMC Racing Team     |
| Steve Zampieri                 | 4. Juni 1977       | Schweiz            | Cofidis             |